# Освоение целины в Павлодарской области
Освоение целины в Павлодарской области началось в 1954 году. В Казахстан со всего СССР шли эшелоны со строительными материалами, сборно-щитовыми домами, сельскохозяйственной техникой, передвижными электростанциями, грузовым автотранспортом. На целину вместе с механизаторами, полеводами ехали учителя, врачи, инженеры, что положительно сказалось на общем уровне культуры села.
Вместо 750 тысяч гектаров, предлагавшихся к освоению в области, распахали более миллиона гектаров.
В течение 1954—1956 годов павлодарцы распахали свыше двух миллионов гектаров новых земель и, таким образом, расширили общую посевную площадь почти в четыре раза по сравнению с 1953 годом, а валовой сбор зерна при этом увеличили в восемь раз. В эти годы были созданы и оснащены новейшей техникой 32 новых зерновых совхоза и 8 МТС; из братских республик и областей за счёт государства в Павлодарскую область на постоянное местожительство было направлено около 50 тысяч новосёлов.
На оснащение сельского хозяйства области было отпущено огромное количество тракторов, комбайнов, грузовых автомобилей, разнообразных сельскохозяйственных машин и орудий. Расширение посевных площадей и высокие урожаи значительно укрепили экономику колхозов и совхозов, а вместе с тем повысился и жизненный уровень трудящихся. Достаточно сказать, что в 1954 году 143 колхоза стали миллионерами, тогда как до освоения целины их насчитывалось всего 17.
Таким образом, освоение целинных и залежных земель превратило Павлодарскую область в крупный центр зернового хозяйства не только Казахстана, но и всего Советского Союза.